# Salvajes (película)
Salvajes es una película española dirigida por Carlos Molinero y estrenada en el año 2001. Está basada en la obra de teatro homónima, de José Luis Alonso de Santos.

## Argumento
Costa del Mediterráneo, hoy. Una enfermera, Berta (Marisa Paredes), desde que murió su hermana, se ocupa de tres salvajes: sus sobrinos Guillermo, Raúl y Lucía. Un policía, Eduardo (Imanol Arias), a punto de ser retirado del servicio por razones de salud, llega a la ciudad. Berta y Eduardo se enamoran pero su historia está amenazada por la conducta delictiva y salvaje de los tres jóvenes envueltos en el movimiento neonazi y el tráfico de inmigrantes.